# Ridna Zemla
Ridna Zemla (ukr. Рідна Земля) – kolaboracyjne pismo w okupowanym Lwowie wydawane podczas II wojny światowej.
Gazeta zaczęła wychodzić w drugiej połowie 1941 roku w okupowanym Lwowie. Miała charakter ogólno-polityczny. Była przeznaczona dla mieszkańców wsi i robotników dystryktu „Galicja” (w innych miastach występowała pod różnymi nazwami np. „Stanysławiwśke słowo”, „Ternopilśkyj hołos”, „Czortkiwśka Dumka”, „Hołos Pidkarpattia”, „Wola Pokuttia”, „Hołos Sambirszczyny”). Ukazywała się dwa razy w tygodniu po ukraińsku. Co miesiąc do pisma była dodawana dodatkowa strona z różnymi wiadomościami z tego okresu. Funkcję redaktora naczelnego pełnił Julijan Tarnowycz ps. „Beskyd”. Wiosną 1944 roku gazeta osiągnęła nakład 100 tys. egzemplarzy. Była wtedy wydawana każdego dnia.